# Њутн (јединица)
У физици, њутн (енгл. newton; симбол: N) је СИ јединица силе, названа по енглеском научнику Исаку Њутну за признање његових дела на пољу класичне механике. Први пут је употребљена око 1904, али је тек 1948. званично прихваћена од Генералне конференције тежина и мера као назив за mks јединицу за силу.
Њутн се дефинише као количина силе потребне за убрзање масе једног килограма кроз један метар у секунди на квадрат.
Њутн је СИ изведена јединица, која се састоји од kg × m ÷ s2 у СИ основним јединицама.
Пошто једна дефиниција тежине каже да она представља деловање силе између два предмета услед гравитације, њутн је такође јединица за тежину. Маса једног килограма близу Земљине површине је приближно 9,81 њутна, мада се ова величина разликује за неколико десетина једног процента на Земљиној површини. Сходно томе, предмет масе 9,81-1 kg (≈101,94 грама) тежи грубо 1 њутн.

## Дефиниција
Њутн је дефинисан као 1 kg⋅m/s2 (то је изведена јединица која је дефинисана у смислу основних јединица СИ). Један њутн је дакле сила потребна за убрзање једног килограма масе до брзине од једног метра у секунди на квадрат у правцу примењене силе.. Јединице „метар у секунди на квадрат” могу се схватити као промена брзине у времену, односно повећање брзине за 1 метар у секунди сваке секунде.
Године 1946. Резолуција 2 Генералне конференције за тегове и мере (CGPM) стандардизовала је јединицу силе у систему јединица МКС тако да буде количина потребна за убрзање 1 килограма масе брзином од 1 метар у секунди на квадрат. Године 1948, 9. CGPM у резолуцији 7 је усвојио назив њутн за ову силу. Систем MKS је тада постао нацрт за данашњи СИ систем јединица. Њутн је тако постао стандардна јединица силе у Међународном систему јединица (СИ), или Système international d'unités.
У формалнијим терминима, Њутнов други закон кретања наводи да је сила која делује на објекат директно пропорционална убрзању које тај објекат добија, наиме:
{\displaystyle F=ma,}
где {\displaystyle m} представља масу објекта који пролази кроз убрзање{\displaystyle a}. Као резултат тога, њутн се може дефинисати у смислу килограма ({\displaystyle {\text{kg}}}), метра ({\displaystyle {\text{m}}}), и секунде ({\displaystyle {\text{s}}}) као
{\displaystyle 1\ {\text{N}}=1\ {\frac {{\text{kg}}\cdot {\text{m}}}{{\text{s}}^{2}}}.}

## Примери
При просечној гравитацији на Земљи (конвенционално, g = 9,80665 m/s2), килограм масе делује силом од око 9,8 њутна. Јабука просечне величине има око један њутн силе, која се мери као тежина јабуке.
1 N = 0.10197 kg × 9.80665 m/s2    (0,10197 kg = 101.97 g).
Тежина просечне одрасле особе делује силом од око 608 .
 (где је 62  просечна светска маса одрасле особе).

## Обично се посматра као килоњутн
Уобичајено је видети силе изражене у килонњутнима (kN), где је 1 kN = 1000 N. На пример, вучни погон локомотиве парног воза класе Y и потисак млазног мотора F100 су око 130 .
Један килонњутн, 1 , је еквивалентан 102,0 kgf, или око 100  оптерећења под Земљином гравитацијом.
Тако, на пример, платформа која показује да је оцењена на 321 kN (72.000 lbf), безбедно ће издржати оптерећење од 32.100 kg (70.800 lb).
Спецификације у килоњутнима су уобичајене у безбедносним спецификацијама за:
- вредности причвршћивања, земљаних анкера и других предмета који се користе у грађевинској индустрији;
- радна оптерећења при затезању и смицању;
- опрема за пењање;
- потисак ракетних мотора, млазних мотора и лансирних возила;
- силе стезања различитих калупа у машинама за бризгање калупа које се користе за производњу пластичних делова.

## Јединице конверзије
| | њутн (СИ јединица) | дин      | килограм-сила, килопонд | фунта-сила     | фунтал        |
| --- | ------------------ | -------- | ----------------------- | -------------- | ------------- |
| 1 | ≡ 1 2              | = 105    | ≈ 0,10197               | ≈ 0,22481      | ≈ 7,2330      |
| 1 | = 10–5 N           | ≡ 1 2    | ≈ 1,0197×10−6           | ≈ 2,2481×10−6  | ≈ 7,2330×10−5 |
| 1 | = 9,80665          | = 980665 | ≡                       | ≈ 2,2046       | ≈ 70,932      |
| 1 | ≈ 4,448222         | ≈ 444822 | ≈ 0,45359               | ≡ n × 1        | ≈ 32,174      |
| 1 | ≈ 0,138255         | ≈ 13825  | ≈ 0,014098              | ≈ 0,031081 lbf | ≡ 1 2         |
| Вредност која се користи у званичној дефиницији килограм-силе се овде користи за све гравитационе јединице. |                    |          |                         |                |               |

| Префикс име    | N/A | дека- | хекто- | кило- | мега- | гига- | тера- | пета- | екса- | зета- | јота- |
| -------------- | --- | ----- | ------ | ----- | ----- | ----- | ----- | ----- | ----- | ----- | ----- |
| Префикс симбол |     | -     | -      | -     | -     | -     | -     | -     | -     | -     | -     |
| Фактор         | 100 | 101   | 102    | 103   | 106   | 109   | 1012  | 1015  | 1018  | 1021  | 1024  |

| Име префикса    | Н/А | деци- | центи- | мили- | микро- | нано- | пико- | фемто- | ато-  | зепто- | јокто- |
| --------------- | --- | ----- | ------ | ----- | ------ | ----- | ----- | ------ | ----- | ------ | ------ |
| Симбол префикса |     | -     | -      | -     | -      | -     | -     | -      | -     | -      | -      |
| Фактор          | 100 | 10–1  | 10–2   | 10–3  | 10–6   | 10–9  | 10–12 | 10–15  | 10–18 | 10–21  | 10–24  |